# 流星体

顯示一顆流星體進入地球的大氣層，成為可見的流星和撃中地球表面成為隕石

流星體（meteoroid，/ˈmiːtiərɔɪd/）是在外太空中的小岩石或金屬體。
流星體明顯的小於小行星的尺寸，其大小範圍從小顆粒到數十米均有。比這更小的物體被歸類為微流星體或宇宙塵埃。大多數的碎片來自彗星或小行星，而其它有些是從月球或火星受到撞擊噴發出來的碎片，或是太空垃圾。
當流星體、彗星或小行星進入地球大氣層時，其速度通常超過20 km/s（72,000 km/h；45,000 mph），該物體經由空氣動力學加熱產生一條光跡，即該物體會發光並在路徑上留下發光粒子的蹤跡。這種現象被稱為流星（meteor 或"shooting star"）。一系列相距數秒或幾分鐘，似乎來自天空中一個固定點的流星現象，稱為流星雨。如果該物體能夠承受穿過大氣層的燒蝕，並撞擊在地面上，那麼它就被稱為隕石。
估計每天有2,500萬顆流星體、微流星體和其他的太空垃圾會進入地球的大氣層，而估計其總質量為每年15,000噸。

## 流星體

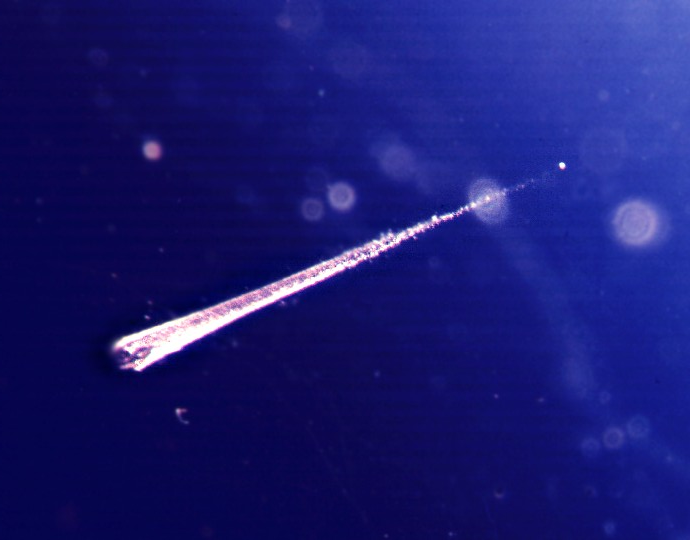
嵌入氣凝膠中的流星體。該流星體的直徑為10µm，其軌跡長1.5毫米

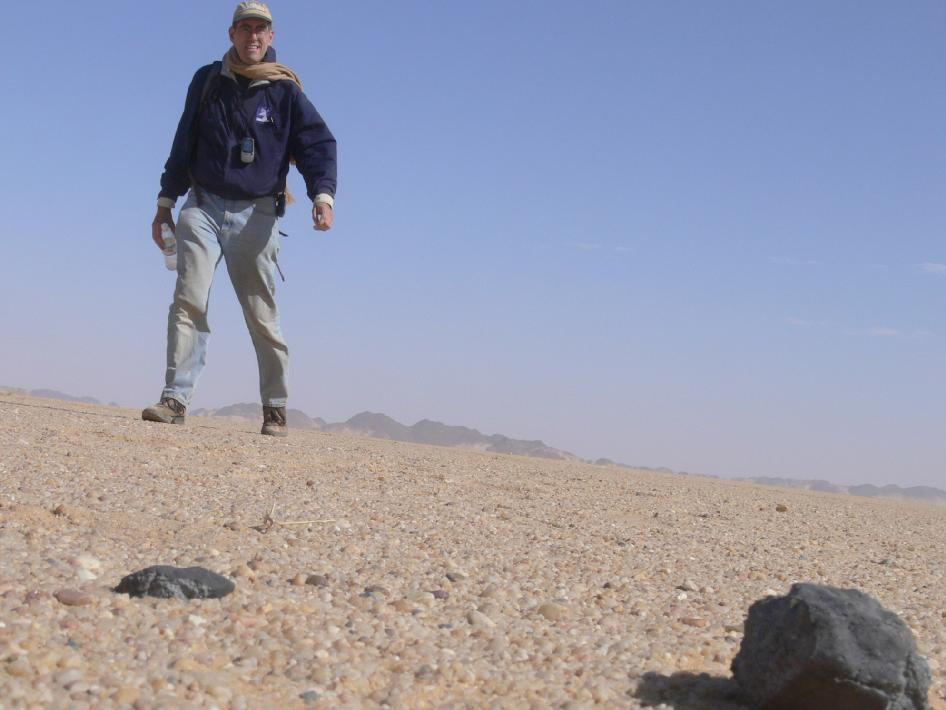
2009年2月28日在蘇丹的努比亞沙漠發現的隕石碎片

在1961年，國際天文學聯合會（IAU）將流星體定義為"在行星際空間中移動的固體物體，其大小比小行星小得多，比原子大得多"。在1995年，比奇（Beech）和史帝爾（Steel）在英國《皇家天文學會季刊》上提出了一個新的定義，寫道流星體的大小在100微米到10米（33英尺）之間。在2010年，發現直徑小於10米的小行星之後，魯賓（Rubin）和格羅斯曼（Grossman ）提議對先前100微米至10米的定義加以修正，以維持兩者之間的區別。根據魯賓和格羅斯曼的說法，尺寸最小的小行星是由地球上的望遠鏡發現的，使得流星體和小行星之間的區別模糊了。發現的最小的一些小行星（基於絕對星等 H）是2008 TS26，其H = 33.2，和2011 CQ1， 其H = 32.1；兩者的大小估計都只有one米（3英尺3英寸）。在2017年4月，IAU對流星體的定義進行正式的修訂，將尺寸限制在30微米至1米之間，但允許任何形成流星的物體出現。
比流星體小的被歸類為微流星體和行星際塵埃。小行星中心不使用"流星體"這個術語。

## 定義
流星體、流星、隕石，都是太陽系的碎屑，只是在不同狀態下而有了不同的名稱，並且在流星的階段還會產生離子尾、流星塵或發出聲音與留下煙塵的痕跡。

### 流星

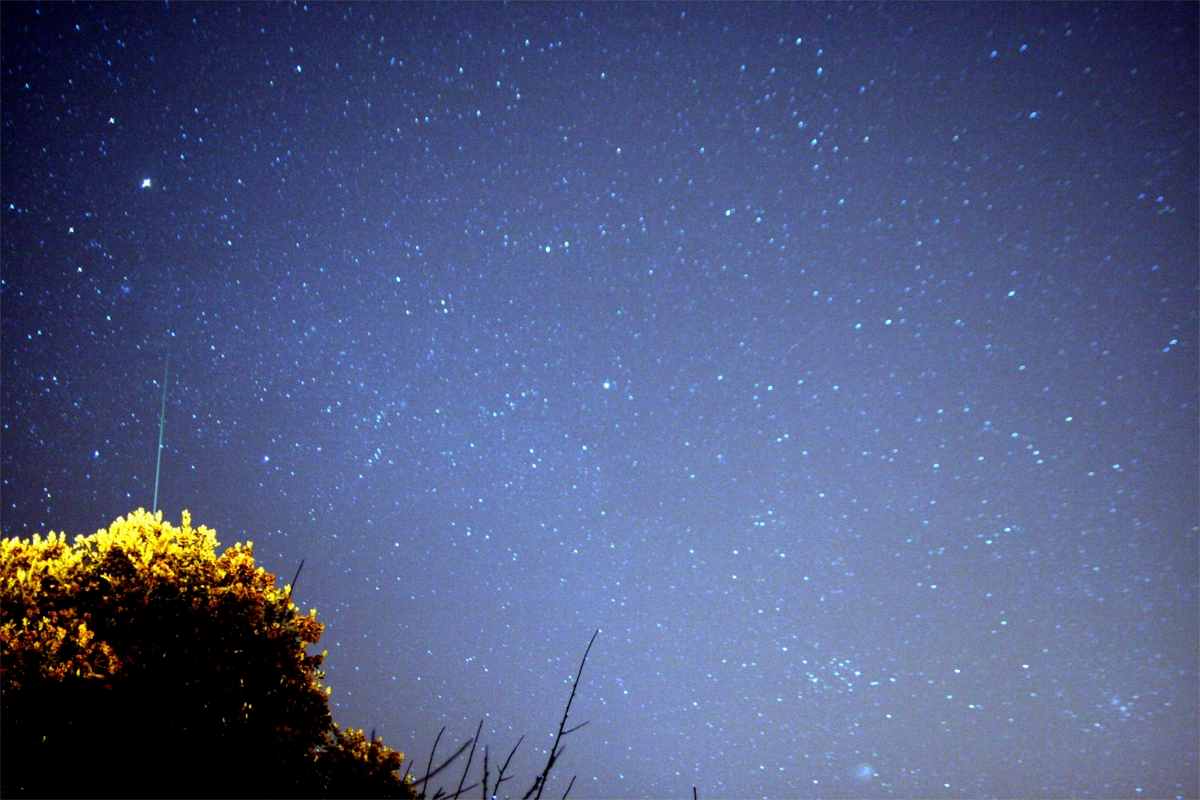
17P/霍姆斯彗星和雙子座流星雨。

流星是進入地球的大氣層內發出可見的光亮，並且被看見的流星體或小行星。對一個大於大氣層內自由路徑（由10公分至數米）的物體而言，它的發光是來自於進入大氣層的撞擊壓力產生的熱（不是摩擦，這與一般人的認知不同）。因為絕大多數的流星都只是沙子到穀粒大小的流星體造成的，所以多數可以看見的光都來自於流星體被蒸發的原子和大氣層內的成分碰撞時，由電子所釋放的能量。流星單純的只是看見的現象而不是流星體本身。

### 火球
火球是比平常看見的更亮的流星。國際天文學聯合會對火球的定義是：比任何一顆行星都要亮的流星（視星等超過-4等或更亮）。國際流星組織（International Meteor Organization，IMO）是一個由研究流星的業餘人士組成的團體，則有更具體的定義：火球是在天頂被看見時，亮度超過-3等的流星。 這樣的定義修正了在地平線附近出現的流星和觀測者之間因距離所造成的差異。例如，一顆亮度為-1等的流星出現在距離地平5度之處時，就可以被稱為火球，因為換算成出現在天頂時，這顆流星的亮度將會達到-6等。

### 火流星
火流星的英文(bolide)字源來自於希臘文的βολις，意義相當於現今所說的飛彈或閃電。國際天文學聯合會對這個現象沒有官方的定義，一般都直接當成火球來看待。而地質學家比天文學家更重視這種現象，因為這通常意味著會造成一次強力的撞擊事件。例如，美國地質勘探局使用這個字眼來說明由彈頭撞擊形成一般坑洞的大小，暗示我們不需要知道撞擊體的本質……不論它是石塊、金屬的小行星還是冰凍的彗星。天文學家則傾向於使用於末端特別明亮，或是有爆炸現象的火球（有時也用於有一連串爆炸現象的火球）。

### 超火流星
如果一顆火流星的視星等達到-17等或者更亮，就稱為超火流星。

### 隕石
隕石是穿越過地球大氣層並與地面撞擊之後未被毀壞的小行星或流星體的殘餘部分。流星體有時，但不是都如此，可以在與高速撞擊有關係的撞擊火山口附近發現；在高能量的撞擊下，撞擊體如果沒有被完全汽化，就會留下隕石。

### 衝擊玻璃

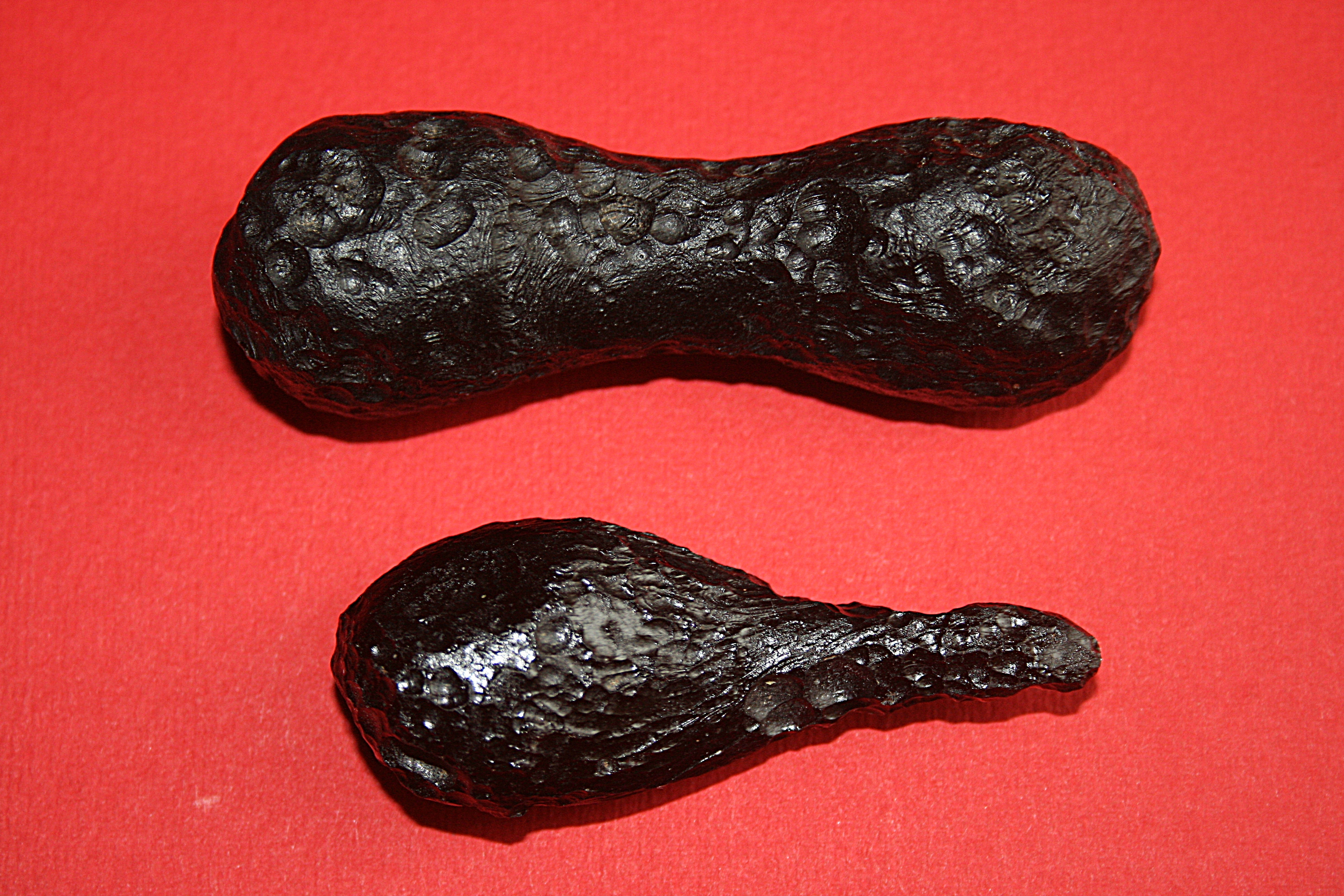
兩顆衝擊玻璃

地球受隕石或彗星撞擊後，熔解的地表物質飛濺而出後，冷卻和變硬的礦物稱為衝擊玻璃（雷公墨），經常會被誤認為隕石。

### 流星塵
多數的流星體在進入大氣層時都會被毀壞掉，這些殘骸稱為流星塵。流星塵可以在大氣層內逗留數個月之久，經由大氣上層的化學反應催化和對電磁輻射的散射，可能會影響地球的氣候。

## 離子尾
當流星體或小行星進入上層大氣層時，經過範圍遭遇到的上層大氣層分子便會被游離而創造出一條離子尾。這些電離的尾跡可以存留達45分鐘之久，小的，如穀粒大小的流星體經常進入大氣層，基本上每隔幾秒鐘就會在上層大氣層的特定區域內或多或少的連續留下電離的痕跡。這些痕跡能夠反射無線電波，被稱為流星爆發通訊。
流星雷達可以根據流星尾跡反射電波的衰減率和都卜勒位移，測量大氣層的密度和風。

## 顏色
流星在可見光區域的顏色顯示不同的特性，取決於流星體的化學成分和它通過大氣層的速度。流星體的表層剝離和電離，輻射出的顏色可能會隨著表層的礦物而改變。這些顏色能會是由一些化合物造成的：橙/黃色 (鈉)；黃色 (鐵)；藍/綠色 (銅)；紫色 (鉀)；和紅色 (矽酸鹽)。

## 聲音
當明亮的流星從頭頂飛過時，有許多的民眾都報告會聽到聲音。這似乎是不可能的，因為相對來說聲音的速度是緩慢的。一顆流星在上層大氣層產生的任何聲音，例如一個音爆，應該在流星飛過並消失之後幾秒鐘才會被聽到。然而，在某些狀況下，像是2001年的獅子座流星雨，當出現明亮的火流星時，還是有一些人報告聽到的聲音像是"劈劈啪啪"的、"颯颯"的、或是"嘶嘶"聲的響聲。在地球出現強烈的極光時，也有相似的聲音的報告。許多調查員都認為聲音是虛構的，根本是隨著光亮的出現在腦中伴隨著產生的音效。但是持續的報告和一貫性的堅持，也造成一些其他的疑惑。1998年，由位於洛桑的瑞士聯邦研究所的物理學家Slaven Garaj領導的一個小組，在可以控制的情況下，於蒙古所做的一段錄音，卻支持聲音是真實的論點。
假設這些聲音是真實存在的，那麼這些聲音是如何被引起的，就有點神祕了。它被假設是流星游離的活躍湍流與地球磁場的作用，引起的無線電脈衝。當尾跡消失之後，百萬瓦的電磁能被釋放出來，而在能譜上的一個峰頂出現在音頻上。如果它們的強度足夠的話，這種電磁脈衝可以導致物體的震動，像是草木、植物、眼鏡框和其他的導體，都可能因震動而發出聲音。被提出的這種機制，雖然在實驗室中的證明是無隙可擊的，但在實務上，仍然缺乏直接的測量值來對照與驗證。

## 形成
許多的流星體來自小行星彼此之間撞擊後形成的碎片。雖然，彗星離開之後殘留的彗尾物質通常會形成流星雨，但也有些成員最終會因為散射而進入其他的軌道成為散亂的流星體。其它已經知道的來源還有月球和火星，有些隕石已經被證實是來自這些天體的，可以參考月球隕石和火星隕石。

## 軌道
流星體和小行星都在太陽附近循著軌道運行，但軌道有很大的差異。有許多流星體可能是彗星留在軌道上的碎屑，因此有著相似的軌道並匯聚成流而成為流星雨；還有其他的流星體不和任何天體有關，相互間也沒有關聯（雖然它們的軌道也必須和地球或其他的行星軌道交會）。經過地球軌道附近的流星體，最高的速度大約是每秒42公里（26英里），而地球在軌道上的速度是每秒29.5公里（18英里），因此與地球遭遇的流星體最高速度約為每秒72公里（44英里），但這只會發生在與地球逆向而行的流星體。大約有50%的流星體會在白天（或接近白天時）與地球碰撞，成為晝間流星而難以見到，因此，多數的流星，特別是那些亮度較低的流星，都是在晚間天空亮度較低時被觀察到的。流星被觀察到的高度通常都在60公里至120公里之間。
已經有足夠數量的流星被觀測過，有許多是被大眾觀測到，也有許多是很意外地被觀測到，但接踵而來的流星和隕石已足以計算出軌道的細節。所有的這些流星都來自主帶小行星的附近。 
最有名的流星或隕石或許是1992年10月9日墜落的皮克斯基爾隕石，至少被16架獨立的攝影機拍攝到。
皮克斯基爾流星的目視觀測報告顯示這是一顆火球，在世界時23:48（±1分鐘）開始於西維吉尼亞州，它來自於東北的方向上發出綠色的光與聲音，估計最大亮度達到-13等級，發出火球亮度的飛行時間超過了40秒，飛越的路徑在700至800公里之間。
因為在紐約的皮克斯基爾（北緯41.28度，西經81.92度）發現了這顆重達12.4公斤（27磅）的隕石，此一事件因此被稱為皮克斯基爾隕石，之後被鑑識為H6單相碎屑的角礫岩隕石。錄影的紀錄顯示可能還有幾顆隕石散落在皮克啟鄰近廣大的荒無不毛之地。

## 對太空船的危害
即使非常小的流星體都可能危害到太空船。以哈伯太空望遠鏡為例，已經有572個微小的撞擊坑和被切削的區域。

## 外部連結
- Meteoroids Page at NASA's Solar System Exploration
- International Meteor Organization fireball page （页面存档备份，存于）
- British Astronomical Society fireball page
- A Goddard Space Flight Center Science Question of the Week where the answer mentions that a fireball will cast a shadow.
- Meteor showers - view tips
- Meteor shower predictions （页面存档备份，存于）
- Society for Popular Astronomy - Meteor Section （页面存档备份，存于）